# Anita Linda
Anita Linda, geboren als Alice Buenaflor Lake (Pasay, 23 november 1924 – Parañaque, 10 juni 2020), was een Filipijns actrice.

## Loopbaan
Linda speelde haar eerste filmrol vlak voor de Tweede Wereldoorlog en was sindsdien in honderden films en tv-series te zien. In haar jonge dagen speelde ze veelal in romantische speelfilms. Later speelde ze vaak de rol van een wat oudere vrouw. Ze was een van de favoriete actrices van regisseur Lino Brocka. Ook op hoge leeftijd bleef Linda actief als actrice. Ze won in 2008 op het 10e Cinemanila International Film Festival nog een prijs als beste actrice voor haar vertolking van Adele in de gelijknamige film.
Linda was tot op hoge leeftijd werkzaam als actrice. In 2019 speelde ze met onder meer generatiegenoot Eddie Garcia in haar laatste film Circa onder regie van Adolf Alix. Ze overleed in 2020 op 95-jarige leeftijd aan hartfalen.

## Bron
- Veteran actress Anita Linda passes away at 95, ABS-CBN News (10 juni 2020)

- Biblioteca Nacional de España: XX5175657
- Bibliothèque nationale de France: cb16256829r (data)
- Catàleg d'autoritats de noms i títols de Catalunya: 981058508857906706
- Gemeinsame Normdatei: 1015099831
- International Standard Name Identifier: 0000 0003 6858 5490
- Nederlandse Thesaurus van Auteursnamen: 290984807
- Système universitaire de documentation: 147567114
- Virtual International Authority File: 167222509
- WorldCat: E39PBJwX9KyhV6HPqdJ4r7ppT3